# The blessing and the curse
The blessing and the curse is het tiende studioalbum van Apogee. Vanaf album nummer één The border of awareness verandert er eigenlijk nauwelijks iets aan de door hem gehanteerde stijl. Progressieve rock met neoprog verpakt in relatieve lange songs. Als basis dient de progressieve rock uit de jaren zeventig (retroprog). De multi-instrumentalist Arne Schäfer besteedde ook bij dit tiende album alleen de drumpartijen uit aan Eberhard “Ebi” Graef, die dat ook al jaren voor zijn rekening neemt. In de melodieuze rocksongs worden mellotron- en synthesizerpartijen afgewisseld door hammondorgel en piano met daartussendoor de gitaarpartijen.
Opnamen vonden ook nu plaats in de geluidsstudios te Mühlheim am Main, Frankfurt am Main en Offenbach am Main.  

## Musici
- Arne Scháfer – alle muziekinstrumenten behalve
- Eberhard Graef - drums

## Muziek
| Nr. | Titel                                | Duur  |
| --- | ------------------------------------ | ----- |
| 1.  | Out of control (Schäfer)             | 15:09 |
| 2.  | Congealing ground (Schäfer)          | 13:39 |
| 3.  | Hard to see (Schäfer)                | 12:24 |
| 4.  | The inspiring tune (Schäfer)         | 15:23 |
| 5.  | The blessing and the curse (Schäfer) | 16:03 |

Thema's zijn de gevolgen en bewustzijn/tegengaan (curse en blessing) van de klimaatverandering en uitputting van grondstoffen ("Two hundred years we’re spreading the World-exploiting treasures formed in millions of years").